# Ursjön, Östergötland
Ursjön är en sjö i Mjölby kommun i Östergötland och ingår i Motala ströms huvudavrinningsområde.